# Paradoxe de la tolérance
 (mai 2024).
- Si vous ne connaissez pas le sujet, laissez ce bandeau (vous pouvez alors contacter les auteurs).
- Si vous supprimez le contenu mis en cause (vous pouvez préalablement contacter les auteurs),

argumentez précisément cette suppression dans la page de discussion
(un manque de référence n'est pas un argument ; une recherche réelle de référence doit avoir été effectuée, être formellement documentée).
Le paradoxe de la tolérance est un concept philosophique qui fut introduit pour la première fois sous ce nom par Karl Popper en 1945 dans La Société ouverte et ses ennemis, bien que d'autres auteurs avant lui avaient déjà exploré les limites de la tolérance.  

## Popper et le paradoxe

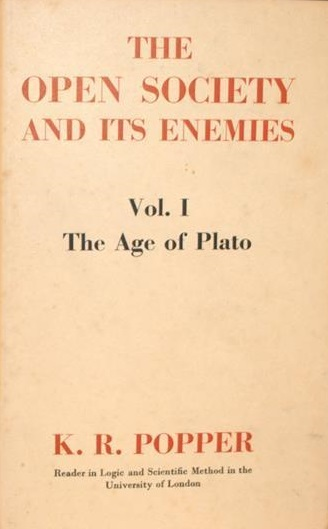
Vol. 1 de La Société ouverte et ses ennemis de Karl Popper, publié en 1945.

L'œuvre de Popper dans laquelle apparaît ce concept critique à la fois le fascisme (premier tome) et le marxisme (second tome). Comme ce dernier l'écrit dans la préface de son ouvrage en 1978, son livre « est une attaque contre le totalitarisme et la tyrannie sous toutes leurs formes, qu'elles soient de droite ou de gauche ».
Le « paradoxe de la tolérance » est mentionné dans la note 4 du chapitre 7 (Le principe d'autorité) de La Société ouverte et ses ennemis, parmi d'autres paradoxes formulés par Platondans le cadre de son apologie du « despotisme bienveillant ». 
Pour Platon, il vaut mieux s'en remettre, pour la question de la tolérance, au régime autocratique d'un « philosophe-roi » éclairé plutôt qu'à la règle de la majorité. Karl Popper vise dans cette note à expliquer pourquoi Platon se trompe : il montre que la tolérance est mieux assurée dans les démocraties libérales et rejette l'idée selon laquelle la « volonté du peuple » aurait vraiment du sens en dehors d'elles. 
Popper affirme que si une société est tolérante sans limite, sa capacité à être tolérante est finalement détruite par l'intolérant. Il la décrit comme l'idée apparemment paradoxale que « pour maintenir une société tolérante, la société doit être intolérante à l'intolérance. » et développe cela en écrivant : « Je n'implique pas, par exemple, que nous devions toujours supprimer l'énoncé des philosophies intolérantes ; tant que nous pourrons les contrer par des arguments rationnels et les contrôler par l'opinion publique, la suppression serait très imprudente. Mais nous devons revendiquer le droit de les supprimer si nécessaire, même par la force. »
Il note que « … la tolérance illimitée ne peut que conduire à la disparition de la tolérance. Si nous accordons une tolérance illimitée même à ceux qui sont intolérants, si nous ne sommes pas prêts à défendre une société tolérante contre les assauts des intolérants, alors les tolérants seront détruits, et la tolérance avec eux… Avec cette formulation, je ne veux pas dire, par exemple, que nous devrions toujours réprimer les philosophies intolérantes ; tant qu'il nous est possible de les contrer par des arguments rationnels et de les tenir en échec grâce à l'opinion publique, les interdire ne serait certainement pas judicieux. Mais nous avons intérêt à revendiquer le droit de les réprimer si nécessaire, même par la force ; car il se peut fort bien qu'ils n'acceptent pas la confrontation d'arguments rationnels, et dénoncent d'emblée toute argumentation ; ils risquent d'interdire à leurs adeptes d'écouter toute argumentation rationnelle, parce qu'elle serait trompeuse, et de leur apprendre à répondre aux arguments en faisant usage de leurs poings ou de leurs pistolets. Nous devons donc revendiquer, au nom de la tolérance, le droit de ne pas tolérer les intolérants. Nous devrions affirmer que tout mouvement prêchant l'intolérance se place hors la loi, et considérer comme criminelle l'incitation à l'intolérance et à la persécution, de la même manière que nous considérerions comme criminelle l'incitation au meurtre, à l'enlèvement, ou à la relance de la traite des esclaves ».
Popper revient sur le paradoxe de la tolérance dans sa conférence « Tolérance et responsabilité intellectuelle » à l'université de Tübingen en 1981.